# Seriaki
Seriaki (en rus: Серяки) és un poble de l'óblast de Kírov, a Rússia, segons el cens del 2010 tenia 118. Pertany al districte d'Arbaj.